# Luis Alberto López
Luis Alberto López López (Guadalupe, Nuevo León, 25 de agosto de 1993) es un futbolista mexicano, juega como defensa central y actualmente juega en el Atlético Morelia de la Liga de Expansión MX.

## Trayectoria

### Club de Fútbol Monterrey
Debutó el 10 de abril del 2012, en el partido ante Chorrillo Fútbol Club el partido terminó 6-0 a favor de Monterrey en la Concacaf Liga Campeones 2012-13.

## Clubes
| Club           | País   | Año             |
| -------------- | ------ | --------------- |
| C.F. Monterrey | México | 2012 - 2017     |
| FC Juárez      | México | 2017 - Presente |

## Palmarés

### Campeonatos internacionales
| Título                     | Equipo       | País Sede | Año       |
| -------------------------- | ------------ | --------- | --------- |
| CONCACAF Liga de Campeones | CF Monterrey | México    | 2012-2013 |

- Datos: Q20714779